# Олдо Леопольд

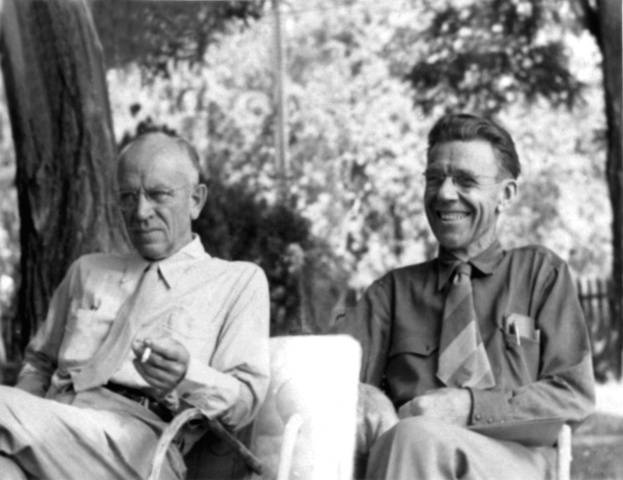
Олдо Леопольд і Олаус Мурі, 1946 р.

Олдо Леопольд (11 січня 1887 — 21 квітня 1948) — відомий американський природоохоронець, вчений-еколог, письменник, президент Екологічного товариства США, один із засновників Товариства дикої природи. Народився в штаті Айова, закінчив Єльський університет. Всесвітню популярність здобув як творець екологічної етики. Великий його внесок і в розвиток природоохоронної естетики, а також ідеї дикої природи. Життя чудового американського екофілософа і природоохоронця обірвалася трагічно в 1948 році — він помер від серцевого нападу, борючись з лісовою пожежею.

## Погляди Олдо Леопольда
Погляди Олдо Леопольда випередили життя і, як часто буває, не були зрозумілі сучасниками. Свою класичну працю — збірку есе під назвою «Календар піщаного графства», де було викладено основні ідеї екологічної етики (етики землі), за життя Леопольд так і не зміг опублікувати — видавці вважали їх даремними або занадто радікальними.
Слава, як і у випадку з іншим видатним американським екофілософом — Генрі Торо, прийшла до Олдо Леопольда після його смерті — лише в 1960-х роках. Це потім його книга була названа в США «Священним манускриптом американської природоохорони». Хоча перший тираж розкуповувався ледь-ледь. Слід зазначити, що в передмові до чудового російського видання «Календарь песчаного графства» (Мир, 1980) науковий редактор, відомий радянський офіційний природоохоронець професор О. Г. Банніков також практично нічого не сказав про екологічну етику О. Леопольда. Тоді в СРСР цей напрям етики, як, втім, і зараз в Росії, Україні та інших країнах СНД, був майже невідомим.
Свою екологічну етику Олдо Леопольд назвав етикою землі. Але, на відміну від Альберта Швейцера, він поширив її не на окремі особини, а на види та екологічні угруповання. Леопольд писав:
|  | Первісна етика стосувалася відносин між індивідами; подальші додавання зв'язані вже з взаємовідносинами індивіда та угруповання. Але етики, яка регулює взаємовідносини людини з землею, з тваринами і рослинами, що мешкають на ній, поки ще не існує. Земля, подібно до рабинь Одіссея, все ще залишається власністю і взаємини з нею все ще залишаються чисто споживчими, які передбачають тільки права без обов'язків. Поширення етики на цей третій елемент в оточенні людини є - якщо я правильно тлумачу всі ознаки - еволюційною можливістю й екологічною необхідністю. Це третій етап безперервного розвитку. Перші два вже здійснилися. Окремі мислителі з часів біблійних пророків постійно вказували, що спустошення землі не тільки шкідливо, але і погано |

.
Так учений фундаментально обґрунтував необхідність існування екологічної етики.
Про думку Леопольда, «етика в екологічному сенсі — це обмеження свободи дій в боротьбі за існування. Етика у філософському сенсі — це розходження між громадською та антигромадською поведінкою».
Екофілософ вивів і кілька основних принципів своєї екологічної етики. На його думку, «річ правильна, коли у неї є тенденція зберігати цілісність, стабільність і красу біологічного угруповання. Вона неправильна, коли має зворотну тенденцію». Відповідно до етики землі не варто знищувати чи сприяти вимиранню видів; необдумано змішувати вітчизняні й екзотичні види; добувати непомірну енергію з ґрунту і звільняти її в побуті; перегороджувати або забруднювати річки; треба дбати про тварин.
«Облиште, — писав О. Леопольд, — вважати дбайливе поводження з землею суто економічною проблемою. Розглядаючи кожне питання, шукайте не тільки те, що економічно вигідно, але і те, що добре етично і естетично».
На думку О. Леопольда, екологічна етика дуже важлива в сучасному природоохоронному русі, оскільки змінює роль людини і перетворює її з завойовника-варвара на рівноправного члена гармонійної спільноти природи. Леопольд заявляє, що екологічні проблеми є за своєю природою філософськими і перш ніж їх вирішувати, спочатку до них потрібно знайти філософський підхід. Хоча він бачив, що філософи практично не цікавляться охороною природи, він засуджував не їх, а екологів, які не привертали увагу філософів до природоохорони.
О. Леопольд, слідом за Г. Торо, одним з перших вказував на необхідність охорони не тільки самої дикої природи, але і її свободи. Його афоризм «чого варті сорок свобод без єдиної білої плями на карті?»  часто цитують сучасні екофілософи.
Цікаво, що О. Леопольд багато взяв від російського філософа П. Д. Успенського, який заявляв, що все в природі має свій власний розум. Леопольд дійшов висновку, що наша планета не мертва, а жива, і цілком заслуговує на повагу з боку людини не як джерело сировини, а як живе створіння.
Пізніше Леопольд став закликати людей навчитися думати як гора і дозволяти дикій природі розвиватися самій по собі не тільки на цій горі, а й в усьому світі. На його думку, дику природу не можна виростити, як будівельний ліс, оскільки вона щось більше, ніж дерева. Вчений писав, що збереження дикої природи має стати актом національного каяття з боку тих людей, хто нищив її раніше.
О. Леопольд був одним з перших в США, хто створив першу «територію дикої природи» і дав визначення цьому терміну. Він визначив дику природу як ділянку, збережену у натуральному стані, де можна полювати і рибалити, з великою площею в два тижні переходу і де немає доріг, штучних споруд та інших творінь людини.
На жаль, найрадикальніші його ідеї, що стосуються внутрішньої цінності нелюдських форм життя (які стали зрозумілі читачам лише в 1960-х роках), залишилися не повно сформульованими. Проте головне екофілософ встиг сказати: «Я не уявляю собі, що етичне ставлення до землі може існувати без любові і поваги до неї, без благоговіння перед її цінністю. Я говорю тут, зрозуміло, не про економічну цінність, але цінності у філософському сенсі». Під «цінністю у філософському сенсі» Леопольд, звичайно, мав на увазі те, що зараз називається внутрішньою чи притаманною цінністю. Те, що має внутрішню цінність, цінне не через те, що воно може нам дати.
А що зробив Олдо Леопольд для розвитку природоохоронної естетики? Він першим підкреслив важливість наявності естетично помітних тварин і рослин в ландшафті, що додають йому життєвість і порядок. Для нього осінній ландшафт в північних американських лісах — це земля, плюс червоний клен, плюс комірцевий рябчик. Приберіть рябчика, говорив Леопольд, і все разом буде мертвим. Комірцевий рябчик для нього займав особливу «критичну естетичну нішу». Такі види О. Леопольд називав «видами — естетичними індикаторами». Вони являють собою відмітний знак даного ландшафту. «Якщо їх немає, то в ландшафті відсутнє ясне світло досконалого здоров'я. Подібно до невловимої пуми або лісового вовка, їх немає необхідності бачити, щоб вони оживили пейзаж. Досить просто знати, що вони є».
У своїй «естетиці землі» Леопольд закликав цінувати не тільки сценічні пейзажі і красиві види, але і визнавати красу знехтуваних пейзажів і видів флори і фауни: красу болота, маленьких непримітних рослин.
Леопольд постійно підкреслював, що людство ще не навчилося гідно цінувати естетичну цінність дикої природи:
|  | Наша здатність сприймати красу в природі, як і в мистецтві, на початку обмежується красивістю. Мало-помалу, піднімаючись з одного ступеня краси на інший, ми осягаємо вищі цінності, для яких у мові ще немає слів. І краса журавлів, по-моєму, укладена саме в цих вищих якостях, поки недоступних словами. |

Леопольд говорив, що ми не можемо любити журавлів і ненавидіти болота. Само болото тепер перетворюється з «пустки», богом забутої комариної глухомані в місце чудової краси.
В одній зі своїх неопублікованих за життя праць О. Леопольд викладає спеціальні критерії для естетичної оцінки видів дикої природи. Один з них він позначає як «художня цінність», яким визначаються такі речі, які природа і мистецтво можуть мати в рівній мірі. Але цей критерій на його думку — найменш значимий для естетичної оцінки видів дикої природи. Більш важливим є «характер», який ми відчуваємо у видах, а не в індивідуальних звірів — винахідливість лисиці, витонченість оленя. Наступний, за Леопольдом, критерій — «цінність рідкості» — як природної рідкості, так і рідкості, створеної людиною. Потім, чим більш дикою є тварина, ніж менш терпляча вона до людини — тим більше тварина естетично цінна. І звичайно, «рідні» види завжди повинні вважатися більш цінними, ніж екзотичні.
Йдучи слідом за Леопольдом, можна укласти, що естетично значимим є сама несподівана поява тварини, навіть можливість її появи має естетичну цінність.

## Публікації
- Леопольд Олдо. Календарь песчаного графства. — М.: Мир, 1980. — 216 с.
- Леопольд А. Альманах «Сэнд Каунти» // Экол. антология. — М.: Голубка, 1992. — С. 47—59.
- Леопольд О. Развитие этики // Любовь к природе. Мат. Междунар. школы-семинара «Трибуна-6» . — К.: Киев. эколого-культурный центр, 1997. — С. 128–129.
- Leopold A. Some fundamentals of conservation in the southwest // Environmental ethics. — 1979. — V. 1. — P. 131–141.
- Leopold A. Means and ends in wildlife management // Environmental ethics. — 1990. — V. 12. — P. 329–332.